# Семенково (деревня, Москва)
Семенково — деревня в Троицком административном округе Москвы (до 1 июля 2012 года была в составе Подольского района Московской области). Входит в состав поселения Вороновское.

## Население
| 1859 | 1890 | 1899 | 1926 | 2002 | 2006 | 2010 |
| ---- | ---- | ---- | ---- | ---- | ---- | ---- |
| 111  | ↗157 | ↗168 | ↗186 | ↘11  | →11  | ↗26  |

Согласно Всероссийской переписи, в 2002 году в деревне проживало 11 человек (6 мужчин и 5 женщин). По данным на 2005 год в деревне проживало 11 человек.

## География
Деревня Семенково расположена в южной части Троицкого административного округа, у Калужского шоссе А130 примерно в 31 км к юго-западу от центра города Подольска, на левом берегу впадающей в Мочу реки Вороновки. В 14 км к северо-востоку проходит Московское малое кольцо А107, в 1,5 км к югу — Большое кольцо Московской железной дороги.
В деревне 14 улиц, приписано садоводческое товарищество. Связана автобусным сообщением со станцией метро Тёплый Стан и городом Подольском (маршруты № 1028, 1036 и 1077). Ближайшие населённые пункты — деревни Львово и Косовка, ближайшая станция — Кресты.

## История
В «Списке населённых мест» 1862 года Семенова (Семенково, Венево, Новая-деревня) — владельческая деревня 1-го стана Подольского уезда Московской губернии по правую сторону старокалужского тракта, в 33 верстах от уездного города и 4 верстах от становой квартиры, при речке Вороновке, с 14 дворами и 111 жителями (53 мужчины, 58 женщин).
По данным на 1899 год — деревня Вороновской волости Подольского уезда со 168 жителями.
В 1913 году — 30 дворов.
По материалам Всесоюзной переписи населения 1926 года — центр Семёнковского сельсовета Вороновской волости Подольского уезда в 0,5 км от Калужского шоссе и 23,5 км от станции Столбовая Курской железной дороги, проживало 186 жителей (86 мужчин, 100 женщин), насчитывалось 37 крестьянских хозяйств.
1929—1946 гг. — населённый пункт в составе Красно-Пахорского района Московской области.
1946—1957 гг. — в составе Калининского района Московской области.
1957—1963, 1965—2012 гг. — в составе Подольского района Московской области.
1963—1965 гг. — в составе Ленинского укрупнённого сельского района Московской области.
С 2012 г. — в составе города Москвы.